# Futbolniy Klub Volga
Futbolniy Klub Volga (em russo: Футбольный Клуб "Волга") foi um clube de futebol russo de Nijni Novgorod, fundada em 1963. Em 2008, venceu o FC Volga-Ural Povolzhye (Região de Volga em russo) da zona da Segunda Divisão da Rússia e avançou para a Campeonato Russo. Terminou Primeira Divisão como 4 em 2009 e terminou como um segundo em 2010 e promovido a primeira divisão para 2011 temporada. A promoção à primeira divisão foi obtido depois de empate 2-2 em Nijni Novgorod derby em 3 de novembro de 2010. Em 15 de junho de 2016, o clube foi dissolvido por motivos financeiros.

## Ligações Externas
- Site Oficial (em russo)